# Салоніки (аеропорт)
Міжнародний аеропорт «Македонія» (грец. Κρατικός Αερολιμένας Θεσσαλονίκης «Μακεδονία» (IATA: SKG, ICAO: LGTS)) — міжнародний аеропорт в Салоніках, Греція. Раніше називався грец. Αερολιμένας Μίκρας Θεσσαλονίκης  — Фессалонікійський аеропорт Мікра, за назвою селища Мікра, в межах якого, власне, і був споруджений аеропорт 1930 р. Аеропорт сполучено із центром міста спеціальним автобусним маршрутом № 78, який здійснює перевезення 24 години на добу.
Сьогодні це третій аеропорт країни, що обслуговує до 4 млн пасажирів щороку. Існує план значного розширення аеропорту, включаючи побудову нових терміналів, аби аеропорт міг надавати послуги до 9 млн пасажирів на рік. Наразі ведеться розширення однієї зі злітних смуг у море, щоб аеропорт міг обслуговувати довготривалі рейси. Зараз же діють дві злітні смуги: 10/28 та 16/34, — а також дві рульожні смуги.
Аеропорт є хабом для авіакомпаній:
- Aegean Airlines
- Astra Airlines
- Ellinair
- Olympic Air
- Ryanair

## Авіалінії та напрямки
| Авіакомпанія                  | Пункт призначення |
| ----------------------------- | --- |
| Aegean Airlines               | Афіни, Ханья, Дюссельдорф, Франкфурт, Іракліон, Ларнака, Москва-Домодєдово, Мюнхен, Мітилена, Родос, Штутгарт, Тель-Авів Сезонний: Ганновер (з 4 червня 2019), Міконос, Нюрнберг, Париж-Шарль де Голль, Ст Петербург, Санторіні Сезонний чартер: Єреван (з 3 липня 2019) |
| Aeroflot                      | Москва-Шереметьєво |
| Air Serbia                    | Белград |
| airBaltic                     | Сезонний: Рига |
| Air Serbia                    | Белград |
| Alitalia                      | Сезонний: Мілан-Лінате, Рим-Ф'юмічіно |
| Arkia                         | Сезонний чартер:Тель-Авів |
| Armenia Aircompany            | Єреван |
| Astra Airlines                | Хіос, Іракліон, Ікарія, Кос, Лемнос, Мітилена, Самос, Сірос Сезонний: Дюссельдорф, Кефалонія (з 7 червня 2019), Мілос, Мюнхен, Міконос, Парос, Санторіні |
| Austrian Airlines             | Відень Сезонний чартер: Грац |
| Belavia                       | Сезонний чартер: Мінськ |
| Blue Air                      | Ларнака |
| British Airways               | Сезонний: Лондон-Гатвік |
| Brussels Airlines             | Сезонний: Брюссель |
| Condor                        | Сезонний: Франкфурт |
| Cyprus Airways                | Ларнака |
| easyJet                       | Берлін-Шенефельд, Лондон-Гатвік, Манчестер Сезонний:Лондон-Лутон, Венеція |
| easyJet Switzerland           | Сезонний: Базель-Мюлуз-Фрайбург |
| Ellinair                      | Афіни, Ханья, Іракліон, Мінеральні Води, Москва-Шереметьєво, Москва-Внуково, Родос, Штутгарт Сезонний:Астана, Бухарест, Клуж-Напока, Дніпро, Франкфурт, Казань, Харків, Київ-Бориспіль, Краснодар, Львів, Мюнхен, Міконос, Нижній Новгород, Новосибірськ, Одеса, Омськ, Рига, Ростов-на-Дону, Ст Петербург, Самара, Санторіні, Таллінн, Тбілісі, Уфа, Волгоград, Варшава-Шопен, Єкатеринбург |
| Enter Air                     | Сезонний чартер: Гданськ, Катовіце, Познань, Варшава-Шопен, Вроцлав |
| Eurowings                     | Кельн/Бонн, Дюссельдорф, Гамбург, Мюнхен, Штутгарт Сезонний: Ганновер |
| Germania                      | Сезонний: Дрезден, Ерфурт/Веймар, Мюнстер/Оснабрюк, Нюрнберг |
| Israir                        | Сезонний: Тель-Авів |
| Jet2.com                      | Сезонний: Бірмінгем, Східний Мідландс, Единбург, Глазго, Лідс/Бредфорд, Лондон-Станстед, Манчестер, Ньюкасл |
| Lufthansa                     | Франкфурт |
| Neos                          | Сезонний: Мілан-Мальпенса, Верона |
| Olympic Air                   | Хіос, Каламата, Самос Сезонний: Парос |
| Qatar Airways                 | Доха |
| Ryanair                       | Афіни, Париж-Бове, Бергамо, Берлін-Шенефельд, Болонья, Братислава, Брюссель-Шарлеруа, Ханья, Дортмунд, Ейндговен, Франкфурт–Хан, Гамбург, Карлсруе/Баден-Баден, Лондон-Станстед, Меммінгем, Неаполь, Нюрнберг, Пафос, Рим-Чіампіно, Варшава-Модлін, Веце Сезонний: Бремен, Будапешт (з 4 травня 2019), Копенгаген, Дублін (з 3 травня 2019), Жирона, Гетеборг, Краків (з 4 квітня 2019), Лаппеенранта (з 4 квітня 2019), Мальта (з 1 квітня 2019), Манчестер (з 3 квітня 2019), Стокгольм-Скавста, Тель-Авів (з 1 квітня 2019) |
| Scandinavian Airlines         | Стокгольм-Арланда Сезонний: Копенгаген, Осло-Гардермуен |
| Sky Express                   | Хіос, Корфу, Мітилена Самос, Скірос |
| SmartWings                    | Сезонний:Прага Сезонний чартер: Брно, Острава |
| Sun D'Or                      | Сезонний: Тель-Авів (з 14 квітня 2019) |
| Swiss International Air Lines | Сезонний: Женева, Цюрих |
| TAROM                         | Бухарест |
| Thomas Cook Airlines          | Сезонний: Манчестер |
| Transavia                     | Амстердам |
| Transavia France              | Сезонний: Париж-Орлі |
| Travel Service Polska         | Сезонний чартер: Гданськ, Варшава-Шопен |
| Travel Service Slovakia       | Сезонний чартер: Братислава |
| TUI Airways                   | Сезонний: Бірмінгем (з 6 травня 2019), Бристоль (з 2 травня 2019), Східний Мідландс, Лондон–Гатвік, Лондон-Лутон (з 2 травня 2019), , Манчестер |
| TUIfly Belgium                | Сезонний: Брюссель |
| Turkish Airlines              | Стамбул-Ататюрк |
| UTair Aviation                | Сезонний: Москва-Внуково |
| Vueling                       | Сезонний: Барселона |
| Wizz Air                      | Будапешт, Яси, Кутаїсі, Лондон-Лутон (з 1 липня 2019), Відень |

## Статистика
| Роки | Пасажирський трафік | Пасажирський трафік | Пасажирський трафік |
| Роки | Національний        | Міжнародний         | загалом             |
| ---- | ------------------- | ------------------- | ------------------- |
| 1994 | 719,846             | 1,507,641           | 2,227,487           |
| 1995 | ▲795,085            | ▲1,541,134          | ▲2,336,219          |
| 1996 | ▲922,190            | ▲1,577,702          | ▲2,499,892          |
| 1997 | ▲1,108,736          | ▲1,688,430          | ▲2,797,166          |
| 1998 | ▼1,039,149          | ▼1,627,926          | ▼2,667,075          |
| 1999 | ▲1,328,976          | ▲1,857,745          | ▲3,186,721          |
| 2000 | ▲1,533,383          | ▲2,014,644          | ▲3,548,027          |
| 2001 | ▼1,343,366          | ▲2,087,453          | ▼3,430,819          |
| 2002 | ▼1,219,063          | ▼2,038,373          | ▼3,257,436          |
| 2003 | ▲1,446,677          | ▲2,054,245          | ▲3,500,922          |
| 2004 | ▲1,496,411          | ▲2,124,498          | ▲3,620,909          |
| 2005 | ▼1,462,505          | ▲2,208,076          | ▲3,670,581          |
| 2006 | ▲1,486,833          | ▲2,316,021          | ▲3,802,854          |
| 2007 | ▲1,644,950          | ▲2,523,019          | ▲4,167,969          |
| 2008 | ▼1,611,883          | ▲2,557,676          | ▲4,169,559          |
| 2009 | ▲1,713,890          | ▼2,390,305          | ▼4,104,195          |
| 2010 | ▼1,682,071          | ▼2,228,680          | ▼3,910,751          |
| 2011 | ▼1,487,972          | ▲2,470,503          | ▲3,958,475          |
| 2012 | ▼1,449,116          | ▲2,557,088          | ▲4,006,204          |
| 2013 | ▼1,409,608          | ▲2,629,968          | ▲4,039,576          |
| 2014 | ▲1,892,018          | ▲3,058,708          | ▲4,950,726          |
| 2015 | ▲2,314,773          | ▼3,026,520          | ▲5,341,293          |
| 2016 | ▲2,587,844          | ▲3,456,254          | ▲6,044,098          |
| 2017 | ▲2,442,350          | ▲3,953,173          | ▲6,395,523          |
| 2018 | ▼2,333,505          | ▲4,355,688          | ▲6,689,193          |